# Adolf Hoffmann
Adolf Hoffmann, nascido Johann Franz Adolph Hoffmann (Berlin, 23 de março de 1858 - Berlim, 1º de dezembro de 1930) foi um sociólogo alemão.